# جزيرة جورجيا الجنوبية
جورجيا الجنوبية أو جزيرة القديس بطرس (بالإسبانية: Isla San Pedro)‏ هي جزيرة في جنوب المحيط الأطلسي وهي جزء من إقليم ما وراء البحار البريطاني في جورجيا الجنوبية وجزر ساندويتش الجنوبية. تبلُغ مساحة جورجيا الجنوبية 167.4 كيلومترًا (104 ميل) طُولا و 1.4 إلى 37 كيلومتر (0.9 إلى 23.0 ميلاً) عرضًا. تقع الجزيرة على بُعد حوالي 830 كم (520 ميل) شمال شرق جزيرة التتويج و 550 كم (340 ميل) شمال غرب جزيرة زافودوفسكي.

## تاريخ الجزيرة
يُقال إن جزيرة جورجيا الجنوبية شوهدت لأول مرة في عام 1675 بواسطة تاجر لُندني يُدعى أنتوني دي لا روش، ولذلك سُميت «جزيرة روش» على العديد من الخرائط المُبكرة. شوهدت الجزيرة من قبل سفينة إسبانية تجارية كانت تُدعى «ليون» وكانت تُبحر من سان مالو في 28 يونيو أو 29 يونيو 1756. وفقًا للمؤرخين الأرجنتينيين، تم استكشاف الجزيرة في 29 يونيو 1756، والذي يُصادف يوم القديس بطرس، ومن هنا جاءت تسميتها الإسبانية «جزيرة القديس بطرس».

### الاحتلال الأرجنتيني
في 19 مارس 1982، وصلت مجموعة من الأرجنتينيين إلى ميناء ليث ورفعوا العلم الأرجنتيني على الجزيرة. في 3 أبريل من نفس السنة، وهُو اليوم الثاني من حرب الفوكلاند، ضمت القوات البحرية الأرجنتينية الجزيرة رسميًا. استعادت القوات البريطانية جورجيا الجنوبية في 25 أبريل خلال عملية باراكيه.

## الجغرافيا

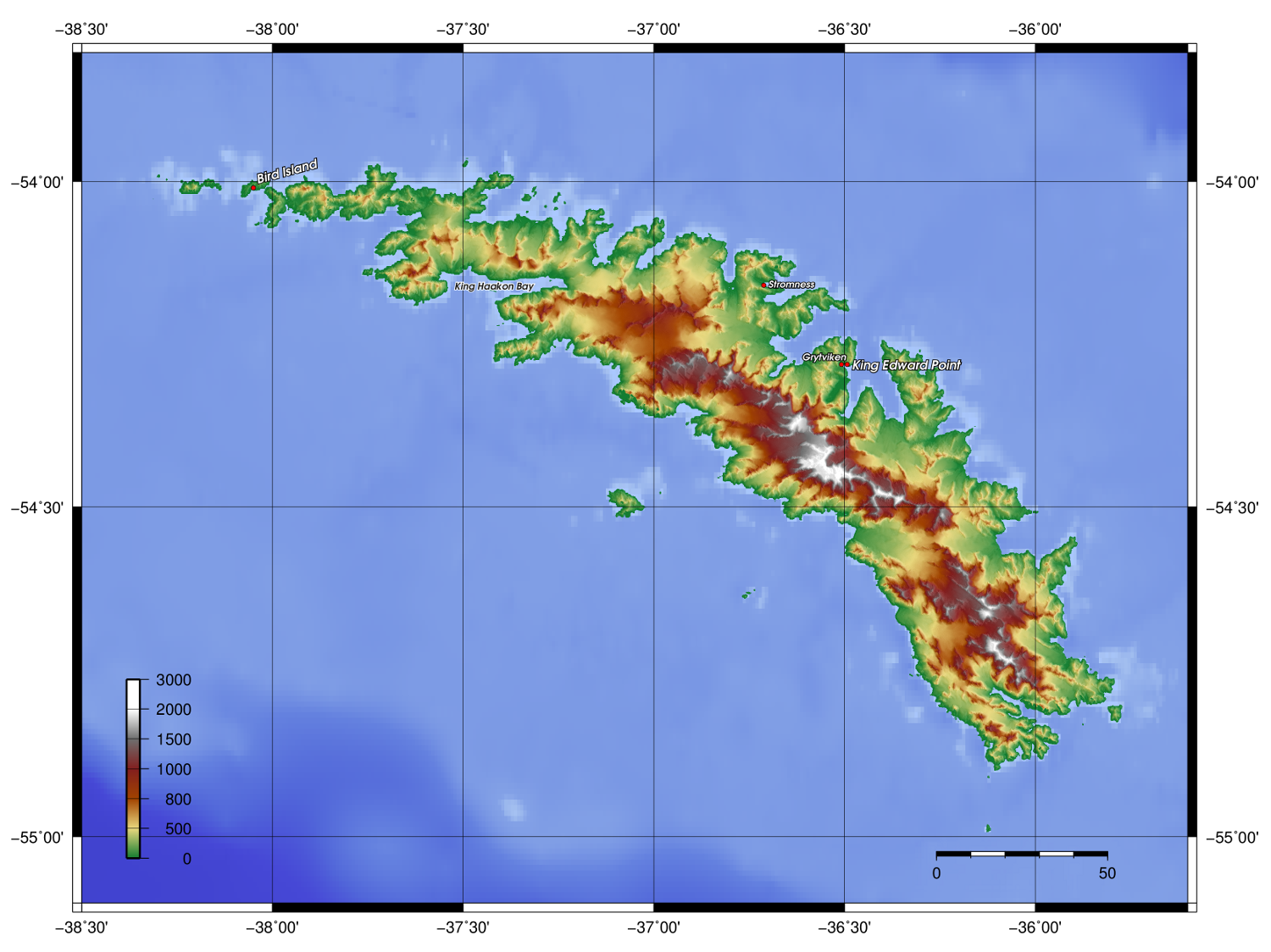
تضاريس جزيرة جورجيا الجنوبية

يسود الجزيرة مناخ قطبي حسب تصنيف كوبن للمناخ. لا تتوفر الجزيرة على غطاء شجري، وتُغطيها الثلوج بشكل عام خلال أشهر الشتاء (أبريل - نوفمبر). تضاريس الجزيرة جبلية، وتتكون من تلال مركزية والعديد من المضايق والخلجان على طول ساحل الجزيرة. بالإضافة إلى ذلك، جورجيا الجنوبية هي أرض خصبة لفيلة البحر وفقمات الفراء وطيور البطريق الملك. تُعد الجزيرة موطنا لبلبول وجشنة جورجيا الجنوبية، وهي الموطن الوحيد المعروف لهذه الطيور.